# Limitless
Limitless – drugi minialbum NCT 127 – założonej w Seulu podgrupy południowokoreańskiego boysbandu NCT. Ukazał się cyfrowo 6 stycznia 2017 roku (fizycznie 10 stycznia), był dystrybuowany przez KT Music w Korei Południowej. Płytę promował singel „Limitless” (oryg. 無限的我 (무한적아)). W powstaniu albumu uczestniczyło dziewięciu członków, po dojściu do zespołu Doyounga i Johnny’ego pod koniec 2016 roku.

## Lista utworów
| CD | CD | CD                              | CD | CD                                         | CD      |
| Nr | Tytuł utworu                                                                                                 | Tekst                           | Kompozycja | Aranżacja                                  | Długość |
| -- | --- | ------------------------------- | --- | ------------------------------------------ | ------- |
| 1. | „Limitless” (oryg. 無限的我(무한적아))                                                                       | Kenzie                          | Kenzie, The Underdogs, Kevin Randolph, Patrick "J. Que" Smith, Brittany Burton, Dewain Whitmore Jr., Andrew Hey | Kenzie                                     | 4:07    |
| 2. | „Good Thing”                                                                                                 | JQ, Hwang Ji-won, Taeyong, Mark | Justin Gray, Steve Daly, DeCarlo                                                                                | Justin Gray, Steve Daly                    | 3:40    |
| 3. | „Back 2 U (AM 01:27)”                                                                                        | 1월 8일, Seo Min-ji, Taeyong    | The Stereotypes, August Rigo, Prism Filter                                                                      | The Stereotypes, August Rigo, Prism Filter | 3:55    |
| 4. | „Rollercoaster (Heartbreaker)” (kor. 롤러코스터 (Heartbreaker))                                              | Hwang Ji-won                    | Coach & Sendo, Jantine Annika Heij, Cimo Fränkel, Rik Annema                                                    | Coach & Sendo                              | 3:14    |
| 5. | „Baby Don't Like It (Nappeun jit)” (kor. Baby Don`t Like It (나쁜 짓)) (wyk. Taeil, Taeyong, Doyoung & Mark) | G.Soul, Taeyong, Mark           | Jamil "Digi" Chammas, Tay Jasper, Jonathan Perkins, MZMC, G.Soul, Taeyong, Mark                                 | Jamil "Digi" Chammas                       | 2:39    |
| 6. | „Angel” | Mr. Cho, Taeyong, Mark          | Daniel Keonu Park, Mr. Cho                                                                                      | Daniel Keonu Park                          | 4:09    |

## Notowania
| Lista                        | Pozycja |
| ---------------------------- | ------- |
| Oricon Album Chart           | 13      |
| Gaon Album Chart             | 1       |
| Five Music (Tajwan)          | 4       |
| Billboard Heatseekers Albums | 4       |
| Billboard World Albums       | 1       |

## Sprzedaż
| Kraj                    | Sprzedaż                        |
| ----------------------- | ------------------------------- |
| Korea Południowa (Gaon) | 159 049 (stan na listopad 2019) |
| Japonia (Oricon)        | 11 179                          |